# Achill Head SAC
Achill Head SAC este o arie protejată (arie specială de conservare — SAC, sit de importanță comunitară — SCI) din Irlanda întinsă pe o suprafață de 6.892,36 ha, integral pe uscat.

## Localizare
Centrul sitului Achill Head SAC este situat la coordonatele 53°57′42″N 10°09′41″W / 53.961675°N 10.161388°V.

## Înființare
Situl Achill Head SAC a fost declarat sit de importanță comunitară în septembrie 2000 pentru a proteja un număr necunoscut de specii din flora spontană și fauna sălbatică aflate în arealul zonei. Situl a fost protejat și ca arie specială de conservare în februarie 2018.

## Biodiversitate
Situată în ecoregiunea atlantică, aria protejată conține 3 habitate naturale: Terase mlăștinoase și terase nisipoase neacoperite de apă la reflux, Golfuri mici largi și golfuri puțin adânci, Recifuri.
La baza desemnării sitului se află un număr nedeclarat de specii protejate.
Pe lângă speciile protejate, pe teritoriul sitului au mai fost identificate 6 specii de nevertebrate.